# Лейф Ерікссон
Це стаття про шведського футболіста. про скандинавського мореплавця див. статтю Лейф Еріксон.
Лейф Ерікссон (швед. Leif Eriksson, нар. 20 березня 1942, Чепінг) — шведський футболіст, що грав на позиції нападника.
Виступав, зокрема, за «Юргорден» та «Ніццу», а також національну збірну Швеції.

## Клубна кар'єра
Вихованець клубу «Чепінг» з однойменного рідного міста. У дорослому футболі дебютував 1960 року виступами за команду «Юргорден». В першому сезоні Лейф зіграв лише три матчі чемпіонату, а команда посіла 11 місце і понизилась у класі. Втім Ерікссон залишився у команді і в першому ж сезоні 1961 допоміг команді повернутись до еліти і стати основним гравцем клубу. Загалом Ерікссон провів у команді сім сезонів, взявши участь у 117 матчах чемпіонату і був одним з головних бомбардирів команди, маючи середню результативність на рівні 0,44 гола за гру першості. У 1964 та 1966 роках він був чемпіоном Швеції зі своїм клубом.
Згодом з 1967 по 1970 рік грав у складі команд «Сіріус» (Уппсала) та «Еребру», а під час вдалого виступу на чемпіонаті світу гравця помітили представники французької «Ніцци», до складу якої Лейф і приєднався того ж 1970 року. Відіграв за команду з Ніцци наступні п'ять сезонів своєї ігрової кар'єри. Більшість часу, проведеного у складі «Ніцци», був основним гравцем атакувальної ланки команди і у 1972 році його було обрано найкращим іноземним гравцем року журналом France Football у 1972 році.
Протягом сезону 1975/76 років захищав кольори іншого французького клубу «Канн», що виступав у другому дивізіоні, а завершив ігрову кар'єру у команді «Сіріус» (Уппсала), у складі якої вже виступав раніше. Ерікссон повернувся до неї 1976 року і захищав її кольори до припинення виступів на професійному рівні у 1978 році.

## Виступи за збірну
Виступав за юнацьку молодіжну та другу збірну Швеції. 16 вересня 1962 року дебютував в офіційних матчах у складі національної збірної Швеції  в поєдинку проти Норвегії (1:2).
У складі збірної був учасником чемпіонату світу 1970 року у Мексиці, де зіграв у матчах проти Італії (0:1) та Уругваю (1:0), а Швеція вибула з турніру після групового етапу.
Загалом протягом кар'єри у національній команді, яка тривала 11 років, провів у її формі 49 матчів, забивши 12 голів.

## Титули і досягнення
- Чемпіон Швеції (2):

«Юргорден»: 1964, 1966